# Apostumus
Apostumus fue un general romano del siglo I, estuvo en la ocupación de Jerusalén en el año 69 en una plaza de la ciudad. Apostumus quemó un rollo del Torá. La fecha, recordada por los judíos, es nombrada en el libro del Talmud.